# Stephanie Van Bree
Stephanie Van Bree (10 november 1986) is een Belgisch volleybalster.

## Levensloop
Van Bree begon haar professionele carrière bij Asterix Kieldrecht in seizoen 2003-'04. Met deze club werd ze dat seizoen tweede in de reguliere competitie en verliezend finalist in de Beker van België en de Supercup (tweemaal tegen Eburon Tongeren). Vervolgens was ze achtereenvolgens actief bij VDK Gent, CV Ciutadella, Agrupación Deportiva A Pinguela en VC Oudegem. Voor seizoen 2011-'12 keerde ze terug naar Asterix Kieldrecht. 
Voor seizoen 2012-'13 werd ze actief bij Datovoc Tongeren, maar na één seizoen keerde ze terug naar Asterix. Vervolgens was ze actief bij Barbãr Girls, Amigos Sint-Antonius Zoersel en Jaraco As om in seizoen 2018 aan de slag te gaan bij Brabo Antwerpen. In december 2018 keerde ze voor de derde keer in haar carrière terug naar Asterix. In seizoen 2019-'20 ten slotte was ze wederom actief bij VC Oudegem.
Daarnaast is ze actief in het beachvolleybal. In 2011 werd ze met Karolien Verstrepen Belgisch kampioene. Met Ester Lowette (2008), Goedele Van Cauteuren (2009), Marta Sobolska (2012), Karolien Verstrepen (2013 en 2014) behaalde ze er zilver, en met Sofie Moons (2007), Janneke Ernste (2010) en Lisa Van den Vonder (2016 en 2017) brons.
Van Bree studeerde rechten aan de Universiteit Gent, alwaar ze in 2012 haar master behaalde. Vervolgens studeerde ze aan de VUB, waar ze in 2015 afstudeerde als master in het notariaat. Ze is gehuwd met Christophe Achten.